# Lazare Makayat Safouesse
Lazare Makayat Safouesse ist ein Diplomat der Republik Kongo, der unter anderem zwischen 2012 und 2021 Botschafter in Äthiopien war und seit 2022 Ständiger Vertreter bei den Vereinten Nationen ist.

## Leben
Lazare Makayat Safouesse begann nach dem Schulbesuch ein Studium im Fach Öffentliches Recht an der Université Marien Ngouabi in Brazzaville, das er zunächst mit einem Lizenziat beendete. Ein dortiges darauf folgendes postgraduales Studium im Fach Öffentliches Recht beendete er mit einem Master. Ein Vertiefungsstudium des öffentlichen Rechts mit Schwerpunkt Internationales Recht an der Université Paris-Est Créteil Val-de-Marne in Frankreich schloss er zudem mit einem Diplom ab. Nach seinem Eintritt in den öffentlichen Dienst 1987 bekleidete er eine Reihe von Regierungspositionen. Er war unter anderem zwischen 1992 und 1993 Tourismus- und Umweltberater von Premierminister Claude Antoine Dacosta und zwischen 1994 und 1995 Kabinettsdirektor des Ministers für Gesundheit und Bevölkerung, ehe er von 1998 bis 2000 Kabinettsdirektor des Generalsekretärs der Regierung war. 2000 wechselte er an die Ständige Vertretung bei den Vereinten Nationen in New York City und war dort bis 2007 als Botschaftsrat Erster Klasse tätig. Nach seiner Rückkehr fungierte er zwischen 2007 und 2012 als stellvertretender Generalsekretär und Leiter der Abteilung für multilaterale Angelegenheiten im Ministerium für auswärtige Angelegenheiten und Zusammenarbeit.
2012 wurde Safouesse Botschafter in Äthiopien und bekleidete diesen Posten bis 2021. Zugleich war er in Personalunion Ständiger Vertreter bei der Afrikanischen Union und der Wirtschaftskommission der Vereinten Nationen für Afrika. 2022 wurde er Ständiger Vertreter bei den Vereinten Nationen und überreichte am 17. Mai 2022 UN-Generalsekretär António Guterres sein Beglaubigungsschreiben.